# ماكيتا

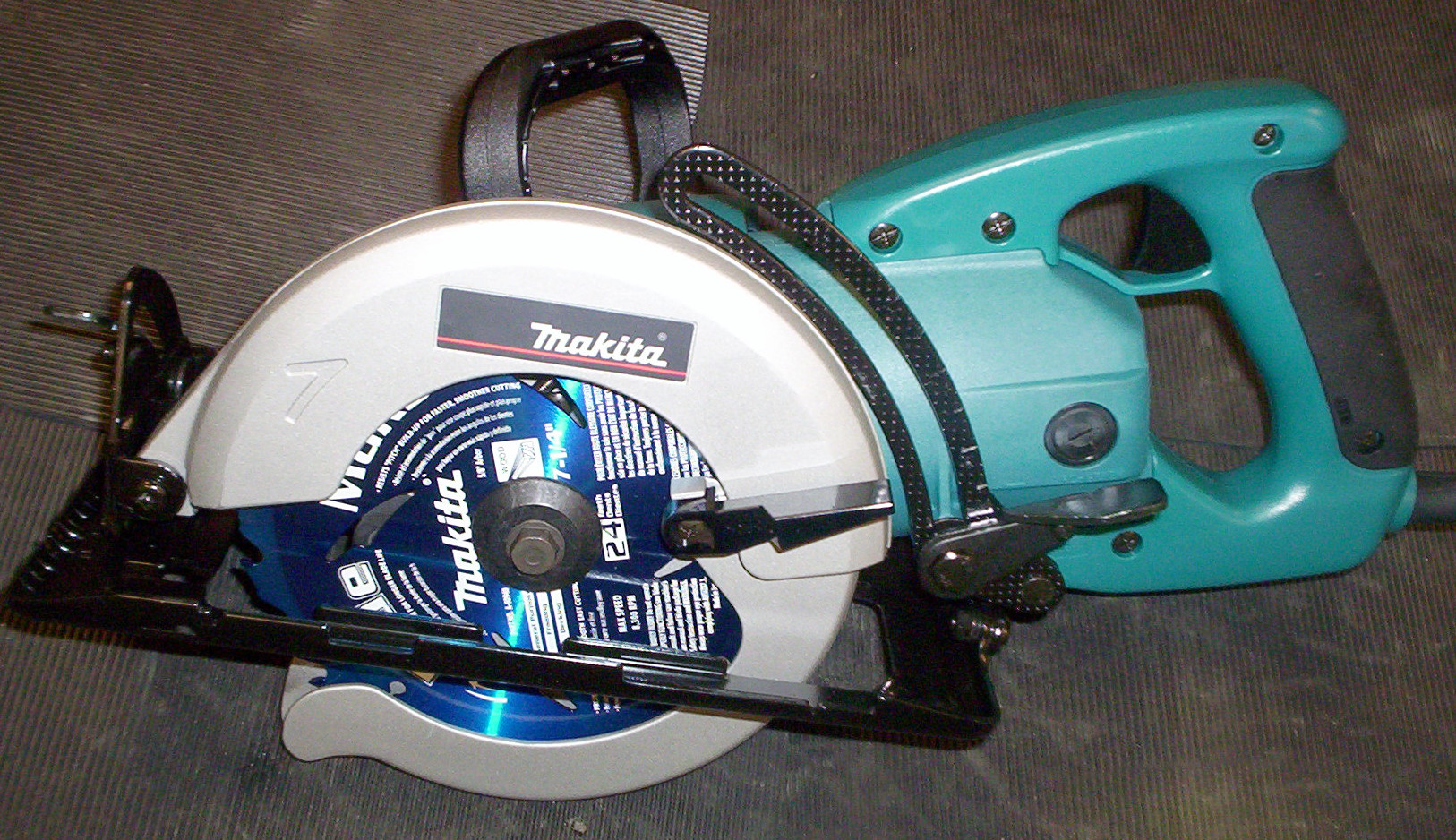
منشار دائري من صنع مجموعة ماكيتا.

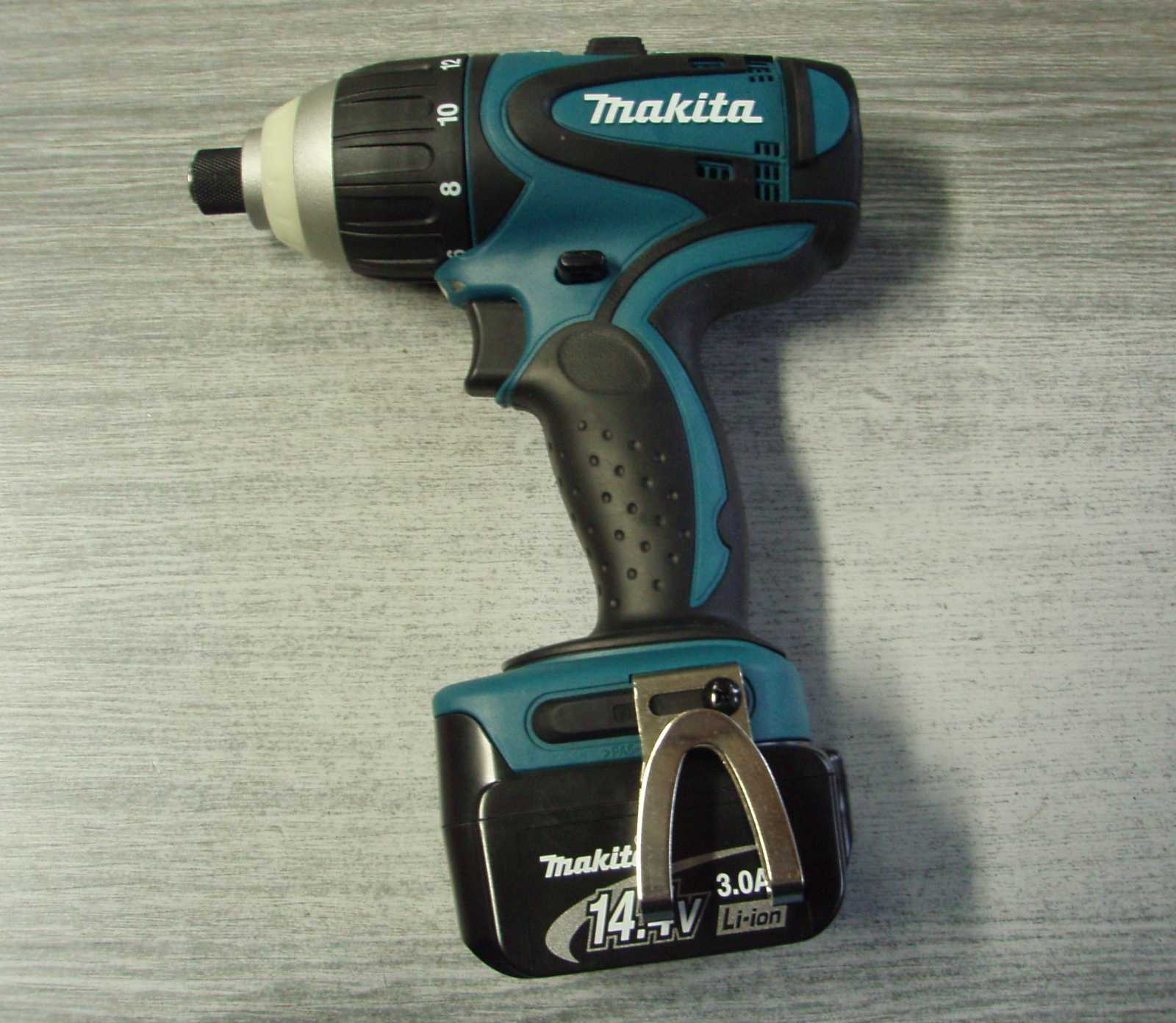
أحد منتوجات ماكيتا

شركة ماكيتا (بالإنجليزية: Makita Corporation) (بورصة طوكيو: 6586 وفي بورصة ناسداك: MKTAY) هي شركة يابانية للأدوات الكهربائية، تأسست عام 1915، ومقرها في أنجو اليابان. ماكيتا هي شركة مصنعة للأدوات الكهربائية المهنية والاستهلاكية، وتشغل مصانع في كل من البرازيل، كندا، الصين، اليابان، المكسيك، رومانيا، المملكة المتحدة والولايات المتحدة. وتصل مبيعاتها السنوية إلى ما يعادل 1.8 مليار دولار أمريكي.

## التاريخ
في مارس 1915، أسس موسابورو ماكيتا (من مواليد عام 1893) مجموعة ماكيتا للأعمال الكهربية في ناغويا، آيتشي، اليابان. بدأ في بيع وصيانة أدوات الإنارة، المواتير والمحولات. في عام 1958، بدأت ماكيتا بتسويق جهاز ماسح كهربائي محمول داخل اليابان لتصبح بعد عام واحد من مصنعي الأدوات الكهربائية. في أبريل 1969، قدمت الشركة مثقاب، 6500 دي، أول مثقاب يعمل بالبطارية ليصبح المثقاب بذلك هو أول أداة كهربائية قابلة لإعادة الشحن. في ديسمبر 1978، أعلنت الشركة عن صدور مثقاب 6010 دي، مثقاب كهريي قابل للشحن يعمل ببطارية النيكل والكادميوم. في أغسطس 1997، عرض مثقاب 6213 دي، مثقاب كهربي يعمل ببطارية هيدريد النيكل، في معرض شيكاغو للأجهزة. مع حلول فبراير 2005، تم توفير مثقاب تي دي 130 دي، أول مثقاب كهربي يعمل ببطارية ليثيوم أيون.
تشحن ماكيتا العديد من أدواتها الكهربائية في صناديق سيستينر. في عام 2011، سجلت ماكيتا تصميما جديدا لماك باك تحت اسم يوجي يامامتو وكوزمي كوكويا.

## المنتجات
يمكن تقسيم المنتجات التي تبيعها ماكيتا حول العالم إلى الفئات التالية.

### أدوات لاسلكية
تقدم ماكيتا العديد من المنتجات في مجال الأدوات اللاسلكية، مثل المفكات اللاسلكية، مفاتيح الصدم اللاسلكية، المثاقب بالمطارق الدوارة اللاسلكية، منشار التركيب اللاسلكي، تقدم ماكيتا أيضا العديد من الأدوات الأخرى مثل المنشار الذي يعمل بالبطارية، المطاحن ذات الزاوية اللاسلكية، المقاييس اللاسلكية، المقصات المعدنية اللاسلكية والمفكات التي تعمل بالبطارية.

### الأدوات الكهربائية
في مجال الأدوات الكهربائية، تقدم ماكيتا أدوات كلاسيكية مثل مطارق الثقب والقطع، المثاقب، المقاييس، المناشير، وجلاخات الزوايا والقطع. غير أدوات حديثة مثل، معدات البستنة (جزازات العشب الكهربائية، منظفات الضغط العالي، المنافيخ) وأدوات القياس (محددات المسافة، الليزر الدوار).

### معدات البنزين
في هذا القسم، تقوم شركة ماكيتا بتطوير القواطع ومولدات الطاقة والمناشير والمناجل وجزازات العشب والمنافخ.

### أدوات تعمل بالبطاريات
في عام 2005، أعلنت ماكيتا عن إنشاء قسم للإنتاج الأدوات اللاسلكية. تعمل تلك الادوان ببطاريات ليثيوم أيون 18 فولت.

### الملحقات
تهدف ماكيتا إلى التغطية الكاملة لاحتياج السوق. فتقوم بتصنيع العديد الملحقات التي تحتاجها أدواتها مثل البطاريات وأجهزة شحن المعدات اللاسلكية. كما يتم تصنيع الشفرات، الطاولات لمعدات النشر وأخيرا حقائب الحمل لتسهيل حمل الأدوات إلى موقع العمل.

## وصلات خارجية
- موقع ماكيتا الولايات المتحدة.
- موقع ماكيتا اليابان- باللغة اليابانية.
- موقع ماكيتا العالمي نسخة محفوظة 2 فبراير 2008 على موقع واي باك مشين..
- موقع ماكيتا أستراليا.

اليوتيوب
- قناة مجموعة ماكيتا على اليوتيوب.
- أفضل معدات ماكيتا في عام 2020.